# Роберт Фіск
Роберт Фіск (англ. Robert Fisk; 12 липня 1946 м. Мейдстоун, графство Кент, Велика Британія — 30 жовтня 2020) — журналіст, кореспондент британської газети «Індепендент» на Близькому Сході. Протягом майже 25 років мешкає в у столиці Лівану Бейруті і є одним з провідних спеціалістів з Близького Сходу.
Вважається одним з найкращих журналістів Великої Британії. Він декілька раз брав інтерв'ю у лідера «Аль-Каїди» Усами бен Ладена, двічі ставав журналістом року та 7 раз — найкращим кореспондентом країни.